# Аймалабек
Аймалабек (дарг. ГIяймалабекI, в пер. «Вершина с загонами») — село в Акушинском районе Дагестана. Входит в состав сельского поселения «Сельсовет Дубримахинский».

## Географическое положение
Расположено в 5 км к востоку от районного центра села Акуша, на р. Инки (бассейн р. Акуша).

## Население
| 1939 | 1970 | 2002 | 2010 | 2021 |
| ---- | ---- | ---- | ---- | ---- |
| 41   | ↘32  | ↘0   | →0   | ↗2   |